# Miejski Ośrodek Sportu „Zatoka” w Braniewie
Miejski Ośrodek Sportu „Zatoka” w Braniewie (MOS „Zatoka”) – jednostka budżetowa zajmująca się krzewieniem kultury fizycznej, sportu i rekreacji w Braniewie.

## Historia
Jako datę narodzin sportu w Braniewie po II wojnie światowej przyjmuje się 17 kwietnia 1947 roku, kiedy to pod patronatem OMTUR-u powstał tu Klub Sportowy „Błękitni”. Na czele grupy pionierów stali: lekarz Jan Chmiel, były zawodnik Czarnych Lwów, który został pierwszym prezesem klubu, i Stanisław Kulpa. Wkrótce powstał też drugi klub sportowy „Gwardia”. W kwietniu 1948 z połączenia KS „Błękitni” z niezrzeszonymi klubami sportowymi utworzono klub sportowy SKS „Zatoka”.
W czerwcu 1948 w ramach obchodów Święta Morza odbyły się w Braniewie zawody pływackie. Następnie nadeszły lata stagnacji. Dopiero po interwencjach w prasie w 1957 roku uporządkowano boisko sportowe, wykonano ławki dla publiczności na 1000 osób, szatnie przykryto dachem i ogrodzono teren stadionu. Przyszły pierwsze sukcesy braniewskich zawodników. Klub piłkarski grał w III lidze, w tym raz, w 1960 roku, był o krok od awansu do II ligi.
W styczniu 1993 roku rozwiązano Braniewski Klub Sportowy „Zatoka”, powołując w to miejsce Miejski Ośrodek Sportu „Zatoka” Braniewo, który jest utrzymywany z budżetu miasta. Ośrodek zaczął odnosić sukcesy w boksie, zawodnicy z tej sekcji – Piotr Czechowski i Marian Bartosik – znaleźli się w kadrze Polski. Przy MOS „Zatoka” powstały także m.in. sekcje judo, piłki nożnej i brydża sportowego. Duże osiągnięcia na arenie krajowej i międzynarodowej odnosili m.in. zawodnicy sekcji judo (Katarzyna Madajewska, Paweł Smoliniec, Piotr Dudek, Wiktor Kumidor, Oliwia Gawryło) oraz sekcji lekkoatletycznej prowadzonej przez trenera Waldemara Gajowniczka (Paulina Marciniak, Aleksandra Lisowska, Emilia Ankiewicz, Alicja Gajewska).

## Powstanie basenu pływackiego

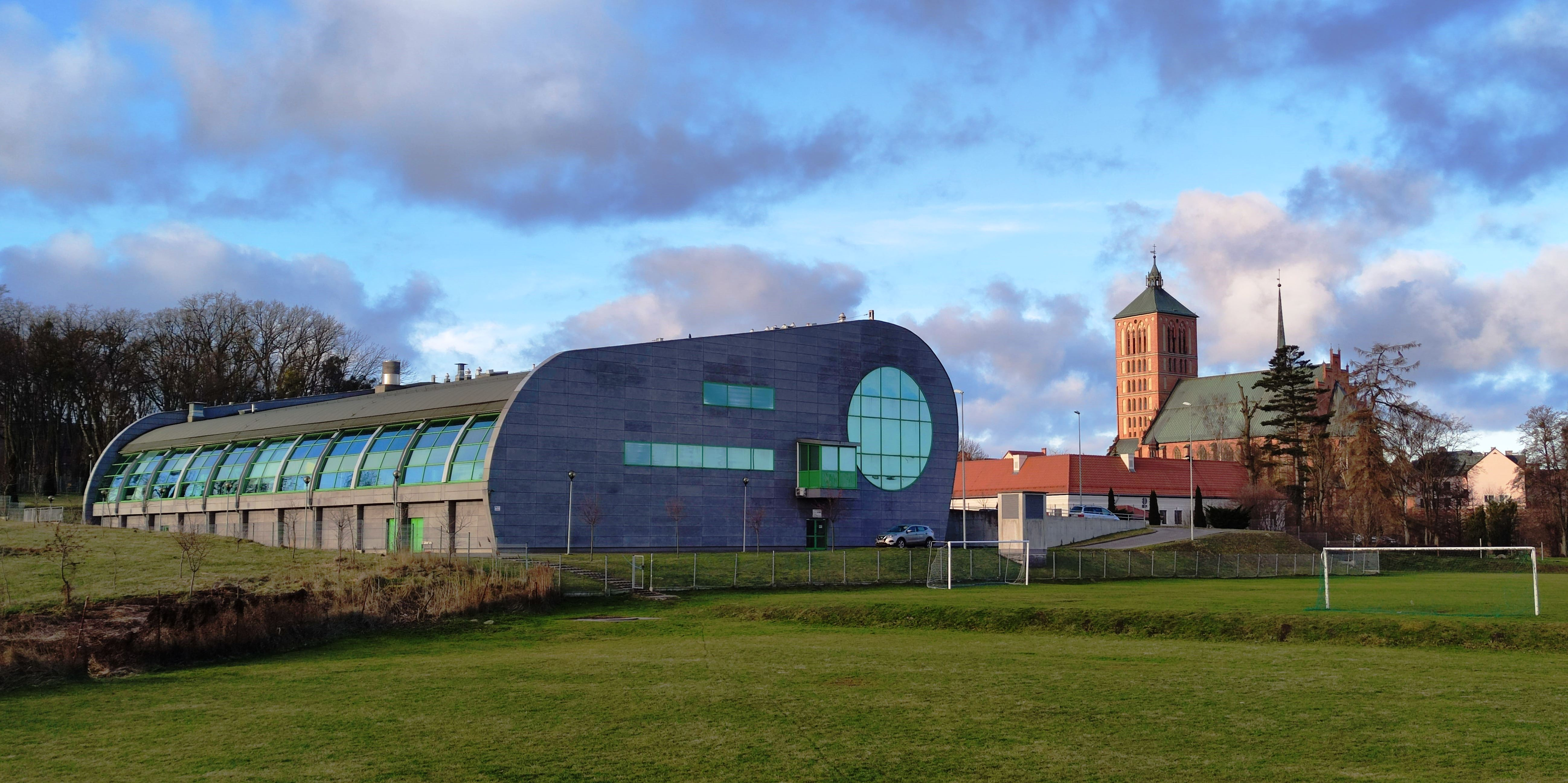
Basen pływacki Miejskiego Ośrodka Sportu „Zatoka”

W latach 2009–2011, dzięki otrzymaniu dofinansowania z Europejskiego Funduszu Rozwoju Regionalnego, wybudowany został w Braniewie kryty basen pod nazwą Kompleks Rekreacyjno-Rehabilitacyjny „Zdrowe Braniewo”. Uroczyste otwarcie obiektu nastąpiło 20 maja 2011 roku. Basen kosztował ponad 17,6 mln zł. W jego skład wchodzi basen sportowy o wymiarach 25 × 12,5 m i głębokości 1,2–1,8 m (6 torów), basen rekreacyjny i do nauki pływania o głębokości 1,20 m i powierzchni lustra wody 87 m² (zawierający gejzer, dwie dysze do masażu karku, ławeczka do masażu wodno-powietrznego oraz wydzielona część na brodzik z małą zjeżdżalnią), wanna z hydromasażem o powierzchni lustra wody 4,5 m². Ponadto wybudowano trybuny z 200 miejscami siedzącymi oraz zaplecze socjalne.
31 sierpnia 2019 roku zlikwidowany został odrębny zakład budżetowy Kompleks Rekreacyjno-Rehabilitacyjny Zdrowe Braniewo – Kryta Pływalnia w Braniewie, a zarządzanie basenem przejął Miejski Ośrodek Sportu „Zatoka” w Braniewie.

## Obiekty Miejskiego Ośrodka Sportu „Zatoka”
- stadion piłkarski (płyta główna boiska)
- bieżnia
- boisko Orlik
- boisko wielofunkcyjne
- boisko boczne treningowe
- boisko do piłki plażowej
- skatepark
- basen

## Wychowankowie Miejskiego Ośrodka Sportu „Zatoka”

### Sekcja judo
- Katarzyna Madajewska (ur. 1998) – brązowa medalistka mistrzostw Polski seniorek 2016 w kategorii powyżej 78 kg
- Paweł Smoliniec – czterokrotny medalista zawodów pucharu świata seniorów, dwunastokrotny medalista mistrzostw Polski seniorów, uczestnik mistrzostw świata seniorów oraz mistrzostw Europy seniorów
- Piotr Dudek – brązowy medalista policyjnych mistrzostw Europy do 100 kg, brązowy medalista mistrzostw Polski seniorów do 100 kg, wicemistrz Polski juniorów 1992 w kat. do 86 kg
- Oliwia Gawryło – wicemistrzostwo Polski juniorów młodszych[4]

### Sekcja lekkoatletyki
- Emilia Ankiewicz (ur. 1990) – polska lekkoatletka specjalizująca się w biegu na 400 metrów przez płotki, olimpijka z Rio de Janeiro 2016[12]
- Aleksandra Lisowska (ur. 1990) – polska lekkoatletka, specjalizująca się w biegach długich, mistrzyni Europy w biegu maratońskim z Monachium 2022[13]
- Alicja Gajewska (ur. 2003) – mistrzyni Polski w pchnięciu kulą (2020)[9]
- Paulina Marciniak – wicemistrzyni Polski juniorów na dystansie 1500 metrów[14]